# Elbie orientale
 (avril 2025).
 (avril 2025).
La mise en forme du texte ne suit pas les recommandations de Wikipédia : il faut le « wikifier ».
Les points d'amélioration suivants sont les cas les plus fréquents. Le détail des points à revoir est peut-être précisé sur la page de discussion.
- Les titres sont pré-formatés par le logiciel. Ils ne sont ni en capitales, ni en gras.
- Le texte ne doit pas être écrit en capitales (les noms de famille non plus), ni en gras, ni en italique, ni en « petit »…
- Le gras n'est utilisé que pour surligner le titre de l'article dans l'introduction, une seule fois.
- L'italique est rarement utilisé : mots en langue étrangère, titres d'œuvres, noms de bateaux, etc.
- Les citations ne sont pas en italique mais en corps de texte normal. Elles sont entourées par des guillemets français : « et ».
- Les listes à puces sont à éviter, des paragraphes rédigés étant largement préférés. Les tableaux sont à réserver à la présentation de données structurées (résultats, etc.).
- Les appels de note de bas de page (petits chiffres en exposant, introduits par l'outil «  Source ») sont à placer entre la fin de phrase et le point final[comme ça].
- Les liens internes (vers d'autres articles de Wikipédia) sont à choisir avec parcimonie. Créez des liens vers des articles approfondissant le sujet. Les termes génériques sans rapport avec le sujet sont à éviter, ainsi que les répétitions de liens vers un même terme.
- Les liens externes sont à placer uniquement dans une section « Liens externes », à la fin de l'article. Ces liens sont à choisir avec parcimonie suivant les règles définies. Si un lien sert de source à l'article, son insertion dans le texte est à faire par les notes de bas de page.
- La présentation des références doit suivre les conventions bibliographiques. Il est recommandé d'utiliser les modèles {{Ouvrage}}, {{Chapitre}}, {{Article}}, {{Lien web}} et/ou {{Bibliographie}}. Le mode d'édition visuel peut mettre en forme automatiquement les références.
- Insérer une infobox (cadre d'informations à droite) n'est pas obligatoire pour parachever la mise en page.

Pour une aide détaillée, merci de consulter Aide:Wikification.
Si vous pensez que ces points ont été résolus, vous pouvez retirer ce bandeau et améliorer la mise en forme d'un autre article.

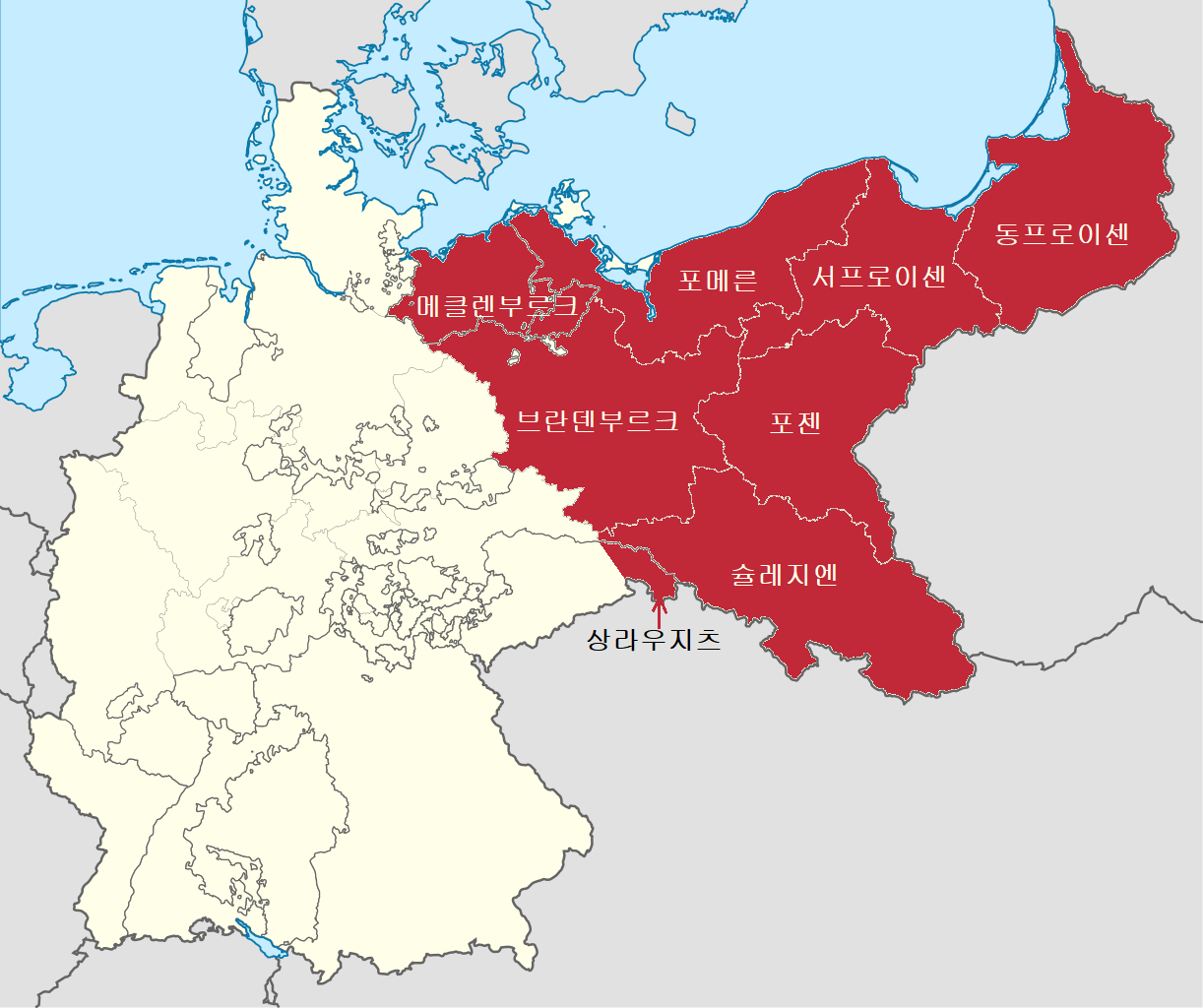
L'Empire allemand (1871–1918) avec l'Elbie orientale marquée en rouge. (Carte en coréen).

L'« Elbie orientale » (en allemand Ostelbien), ou Pays à l'Est de l'Elbe, était une désignation informelle s'appliquant aux parties orientales du Reich allemand (dans ses frontières d'avant la seconde Guerre mondiale), soit celles qui se trouvaient à l'est de l'Elbe.

## Définition générale
La région comprenait entièrement ou en partie les provinces prussiennes du Brandebourg, de la Saxe (Pays de Jerichow) et du royaume de Saxe (Haute-Lusace), la Poméranie, la Silésie, la Prusse-Orientale, la Prusse-Occidentale et la Posnanie, ainsi que les États libres de Mecklembourg-Schwerin et de Mecklembourg-Strelitz. Berlin et le Schleswig-Holstein n'y étaient pas inclus, bien qu'étant situés respectivement à l'est et au nord de l'Elbe.
L'Elbe orientale était connue pour son manorialisme historique et sa pratique du servage, ainsi que pour son conservatisme politique, combiné à la confession majoritairement protestante de la population locale. Du temps de l'Empire allemand (1871-1918), les « Junkers de l'Elbe orientale » formaient l'épine dorsale réactionnaire de la monarchie. Plus tard, sous la république de Weimar (1918-1933), ce terme devint un terme politiquement chargé : il fut utilisé notamment par les partis de gauche pour désigner les riches fonctionnaires du Parti national populaire allemand (DNVP), conservateur et de droite, qui correspondaient au stéréotype.

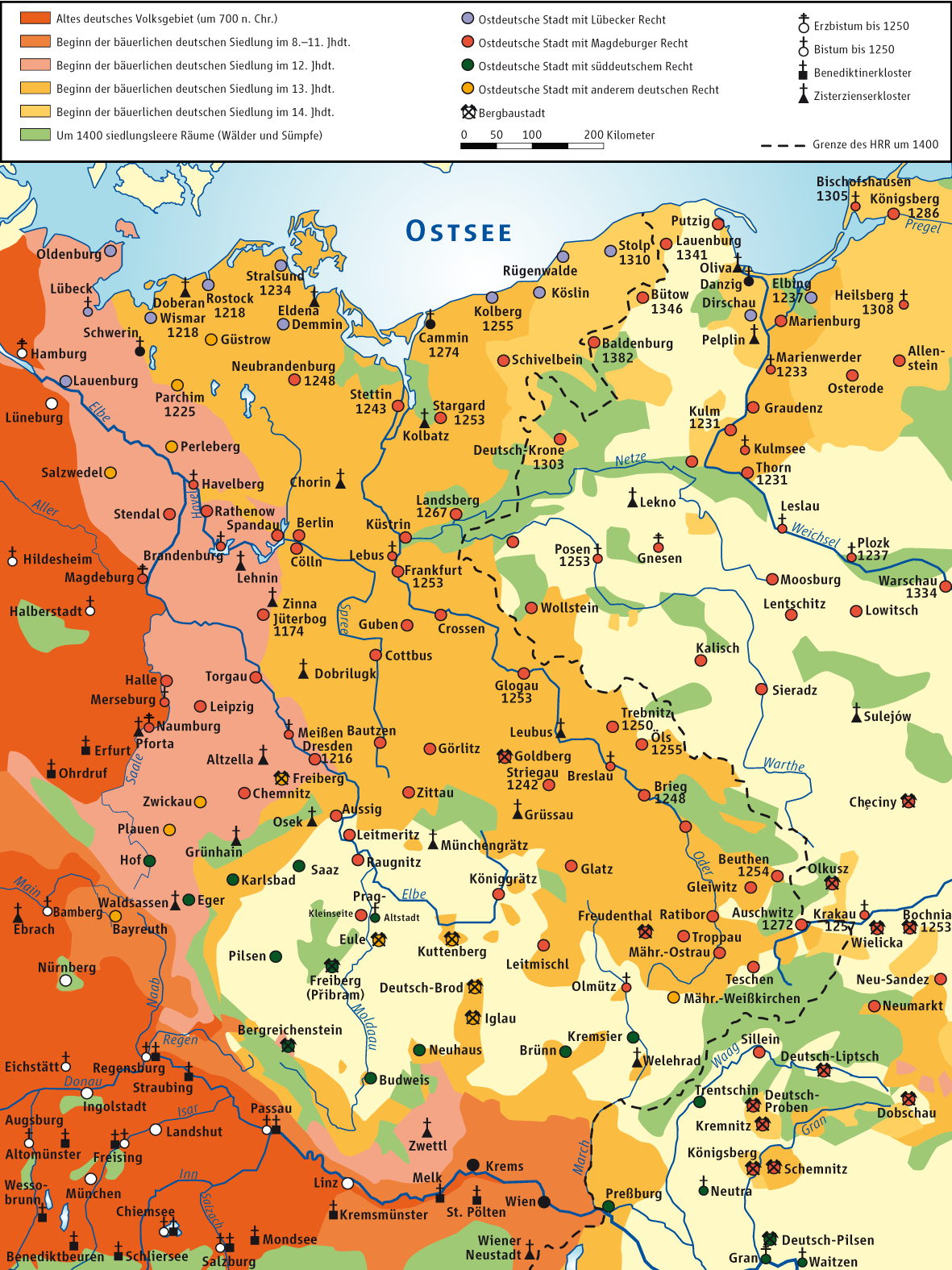
Colonisation germanique de l'Europe centrale.

L'ancienne structure sociale de cette région, avec ses vastes plantations appartenant à la noblesse terrienne, les Junkers, est le produit de la migration médiévale (1100-1300) vers l'est des colons germaniques dans la zone de peuplement des Wendes et d'autres groupes slaves, modifiant la composition ethnique de la « Germanie slave » par l'assimilation, l'expulsion et l'immigration. 
La majeure partie de l'ancienne Elbie orientale se trouve à l'est de la ligne Oder-Neisse, la grande majorité de sa population d'origine allemande a été expulsée après la Seconde Guerre mondiale. En République démocratique allemande, qui contrôlait ce qui reste de l'Elbie orientale après 1949, une réforme agraire fut lancée pour collectiviser l'agriculture et éliminer les Junkers. Les tentatives de restitution des biens expropriés après 1990 n’ont été que partiellement couronnées de succès et n’ont pas conduit à un rétablissement de l’ancienne structure sociale des Junkers. La taille moyenne des domaines agricoles formés de coopératives de production agricole et de domaines publics est encore beaucoup plus élevée à l'Est qu'à l'Ouest de l'Allemagne, où l'agriculture repose encore principalement sur de petites exploitations,. 
Le terme d'« Elbie orientale » a été réactualisé vers 1892 par le sociologue Max Weber. Elle a ensuite a disparu de l'usage courant après la Seconde guerre mondiale, en dehors des contextes historiques, et est de fai généralement expliqué dans les textes destinés à un public général,,,,. Plus récemment toutefois, elle a été reprise dans le monde anglophone par l’historien vulgarisateur James Hawes (en) en 2017.

## Marquage politique et culturel
Historiquement, la définition du territoire désigné sous le nom d’« Elbie orientale » fait l’objet de débats historiographiques, notamment autour de la thèse – controversée parmi les historiens – selon laquelle le margrave Gero (margrave de la Marche de l'Est saxonne) aurait exercé certains pouvoirs pontificaux dans cette région. Il s’agirait alors de territoires situés en dehors du Saint-Empire romain germanique et donc également hors du pouvoir civil des empereurs du Saint-Empire.
Jusqu’en 1945, les régions dites ostelbiennes présentaient des caractéristiques communes telles qu'une forte domination de l’agriculture, la prépondérance du grand domaine foncier, une population majoritairement de confession protestante ainsi qu’un conservatisme politique marqué. Des villes comme Berlin ou les villes hanséatiques de la mer Baltique, tout comme les régions de Silésie industrialisées précocement, n’étaient pas incluses dans la « véritable » Elbie orientale en raison de leur urbanisation.
Le terme d'« Elbie orientale » renvoie aussi au processus de la colonisation germanique de l'Europe orientale (Germania Slavica). En revanche, les régions intégrées à la Prusse (et plus tard à l’Allemagne) à la suite des partages de la Pologne ne sont généralement pas considérées comme faisant partie intégrante de l’Ostelbien. Elles ne présentaient pas le même degré d’assimilation linguistique, et la majorité de leur population restait composée de Polonais de souche, même durant la période de domination prussienne ou allemande. Ce facteur ethnique a contribué, au XIXe siècle, à nourrir une vision völkisch et nationaliste dépréciative à l’égard des Slaves, en particulier des Polonais, considérés sous le nazisme comme des « Untermenschen » (« sous-hommes »).
Les grands propriétaires fonciers de cette région, souvent désignés familièrement sous le nom d’Ostelbiens ou de Junkers, jouaient un rôle dominant dans la vie quotidienne. Grâce au suffrage à trois classes en vigueur en Prusse, ils bénéficiaient d’une position d’influence politique leur permettant de peser sur les décisions politiques à l’échelle de l’Allemagne. Dans les plus de 10 000 domaines seigneuriaux (Gutsbezirke) – qui représentaient une part importante de la surface ostelbienne et subsistèrent jusqu’à la fin des années 1920 –, il n’existait pas de représentation communale, contrairement aux autres communes. L’expression « Junkers ostelbiens » en est venue à désigner une couche sociale spécifique de la noblesse terrienne, souvent associée à des positions politiques jugées « réactionnaires ».

## La disparition de l’«Elbie orientale»
Plusieurs facteurs ont conduit à la disparition progressive des structures qui, jusqu’en 1945, distinguaient l’« Elbie orientale » des régions situées à l’ouest de l’Elbe :
- La transformation de la zone d’occupation soviétique (SBZ), puis de la République démocratique allemande (RDA) selon les principes du socialisme réel : À partir de 1946, une réforme agraire fut mise en œuvre sous le slogan « La terre des Junkers aux mains des paysans ! », entraînant l’expropriation des grands propriétaires terriens. Ces derniers, considérés comme des « ennemis de classe », furent également écartés de toute influence politique. Les grandes exploitations furent progressivement remplacées, après une phase transitoire confiée à de petits exploitants (Neubauern), par des coopératives agricoles (LPG). Durant la période de la RDA, le secteur agricole perdit, comme dans d’autres États industrialisés modernes, en importance – notamment en raison d’une politique de désenclavement industriel des régions orientales, rendue nécessaire par leur séparation des bassins industriels de l’ouest. L’Église protestante, autrefois dominante dans la région, perdit également de son influence en raison de la politique anticléricale du SED et d’un processus de sécularisation toujours en cours.

- L’établissement de la ligne Oder-Neisse en 1945 : les anciens territoires de l’Est de l’Allemagne (principalement Prusse orientale et Silésie) situés à l’est de cette frontière furent placés sous administration de la République populaire de Pologne et de l’Union soviétique à la suite de la Seconde Guerre mondiale. Les puissances alliées victorieuses, dotées du pouvoir législatif sur le territoire allemand, prirent plusieurs décisions affectant également l’« Elbie orientale » historique, dont la dissolution officielle de l’État prussien. Pratiquement toute la population allemande résidant à l’est de la ligne Oder-Neisse – y compris les « Junkers » – fut expulsée et remplacée par des citoyens polonais ou soviétiques. Environ 70 % de l’ancienne Ostelbie furent ainsi détachés de l’Allemagne, ce qui entraîna une perte majeure de sa signification socio-politique.

- En Schleswig-Holstein, région située à l’ouest, où le grand domaine foncier était historiquement peu développé[13], aucune mesure d’expropriation ou de marginalisation ciblée ne fut appliquée après 1945. Grâce à une modernisation rapide et à une démocratisation plus avancée, les propriétaires terriens qui ont résisté à la pression de la concurrence se sont transformés en entrepreneurs agricoles. Ils furent intégrés dans une économie de marché où les relations de travail féodales (de type « seigneurial ») ne pouvaient plus persister. Leur influence politique diminua nettement.

- La reconnaissance définitive de la frontière Oder-Neisse en tant que frontière orientale de l’Allemagne a finalement été établie pour de bon dans le cadre du Traité 4+2, qui est entré en vigueur le 15 mars 1991, conformément au droit international.